# ムルソー
ムルソー(Meursault)は、フランス、ブルゴーニュ＝フランシュ＝コンテ地域圏コート・ド・ボーヌ地区にある、人口1600人ほどの村である。

## 地理
この地方の中心都市であるボーヌの南西に位置する。ソーヌ川に沿ったコート・ドール丘陵の東向き斜面に立地している。

## ブドウ栽培
ムルソー村はブルゴーニュワインで有名なコート・ド・ボーヌ地区にある。しかし、ムルソー村のワインはムルソーワインと呼ばれる。ワインのAOC認証（アペラシオン・ドリジーヌ・コントロレ）を村単独で得ているためである。
ごく少量の赤が作られているが、主力は白である。白ワイン用には、シャルドネ種のほか、ピノ・ブランの使用が認められているが、シャルドネ種100%のワインが多い。

## 歴史
ムルソーは、先史時代の集落であった。
モン・メリアンはローマ帝国支配下のガリアの駐屯地であった。古代ローマの砦の遺跡は、村を見下ろす丘「ラ・モンターニュ」として知られている。ムルソーの名前はローマの兵士によって名付けられた"muris saltus", the "mouse-leap"から派生したという。